# Matwiej Błanter
Matwiej Isaakowicz Błanter (ros. Матве́й Исаа́кович Бла́нтер, ur. 28 stycznia?/10 lutego 1903 w Poczepie, zm. 27 lutego 1990 w Moskwie) – radziecki kompozytor, Bohater Pracy Socjalistycznej (1983), Ludowy Artysta ZSRR (1975).

## Życiorys
Urodził się w rodzinie żydowskiej. Uczył się w szkole realnej w Kursku, śpiewał w chórze, grał na fortepianie i skrzypcach i grał w orkiestrze kurskiego teatru dramatycznego, od 1917 uczył się w szkole filharmonicznej i związał się z grupą młodzieżowych satyryków i humorystów. Kierował sekcją muzyczną w Leningradzkim Teatrze Satyry i w teatrze obwoźnym Domu Prasy, współpracował z teatrem „Krokodyl”, od 1922 komponował "egzotyczne" pieśni-fokstroty, m.in. „Fujiyama” (1922), „John Gray” (1923), tango „Silnieje smierti” (1922) i wiele charlestonów. Później, od lat 30., stał się jednym z przedstawicieli radzieckiej pieśni masowej. Jednym z pierwszych były Pieśń o Szczorsie (1935) i Partyzant Kolejarz (1932). Napisał wiele popularnych utworów tego gatunku, m.in. Katiuszę (1938), W lesie przyfrontowym (1943), Do widzenia miasta i chaty, Moja ukochana. Został pochowany na Cmentarzu Nowodziewiczym.

## Odznaczenia i nagrody
- Złoty Medal „Sierp i Młot” Bohatera Pracy Socjalistycznej (10 lutego 1938)
- Order Lenina (dwukrotnie - 9 lutego 1973 i 10 lutego 1973)
- Order „Znak Honoru” (27 października 1967)
- Ludowy Artysta ZSRR (1975)
- Ludowy Artysta RFSRR (1965)
- Zasłużony Artysta RFSRR (1947)
- Nagroda Stalinowska (1946)

I medale.